# Saint-Méard
Saint-Méard este o comună în departamentul Haute-Vienne din centrul Franței. În 2009 avea o populație de 380 de locuitori.

## Evoluția populației
| An        | 1975 | 1982 | 1990 | 1999 | 2006 | 2009 |
| --------- | ---- | ---- | ---- | ---- | ---- | ---- |
| Populație | 549  | 435  | 367  | 330  | 372  | 380  |